# Wiener Ringstraße (Forschungsprojekt)
Das Forschungsprojekt zur Wiener Ringstraße wurde von der Kunsthistorikerin Renate Wagner-Rieger Mitte der 1960er Jahre initiiert und geleitet.

## Beschreibung
Das groß angelegte Forschungsprojekt war am Institut für Kunstgeschichte der Universität Wien angesiedelt und wurde von der Fritz Thyssen Stiftung gefördert, ab 1972 zusätzlich vom Bundesministerium für Wissenschaft und Forschung und der Stadt Wien. Der Schwerpunkt des Forschungsprojektes lag bei der Architektur des Historismus, integrierte aber auch Forschungen aus den Gebieten Kulturgeschichte, Wirtschaftsgeschichte, Geographie und Geologie. Der erste Band Das Kunstwerk im Bild erschien auch auf Englisch und Französisch. Mit der Quellensammlung des Projekts entstand das Wiener Ringstraßen-Archiv, das heute in den Räumen des Instituts für Kunstgeschichte der Universität Wien untergebracht ist. Es enthält tausende hand- und maschinengeschriebene Karteikarten mit Angaben und Quellen zu Bauwerken, Architekten, Bildhauern und Malern.
Der Schweizer Architekturhistoriker Harald Stühlinger hob 2015 hervor, dass das umfassende Forschungsprojekt von Renate Wagner-Rieger zur Wiener Ringstraße das einzige ist, das auch den Wettbewerb von 1858 um den Stadterweiterungsplan auf dem Gelände der Wiener Glacis dokumentiert und aus historischer und städtebaulicher Sicht analysiert.

## Veröffentlichungen
Im Ergebnis ist unter dem Titel Die Wiener Ringstraße. Bild einer Epoche. Die Erweiterung der Inneren Stadt Wien unter Kaiser Franz Joseph eine elfbändige Publikationsreihe zwischen 1969 und 1981 erschienen, herausgegeben von Renate Wagner-Rieger.
- Bd. I. Renate Wagner-Rieger, Peter Haiko: Das Kunstwerk im Bild. 2 Bde., Wien 1969.
- Bd. II. Elisabeth Springer: Geschichte und Kulturleben der Wiener Ringstraße, Wiesbaden 1979.
- Bd. III. Kurt Molik, Hermann Reinig, Rudolf Wurzer: Planung und Verwirklichung der Wiener Ringstraßenzone. Wiesbaden 1980.
- Bd. IV. Alois Kieslinger: Die Steine der Wiener Ringstraße. Wiesbaden 1972.
- Bd. V. Franz Baltzarek, Alfred Hoffmann, Hannes Stekl: Wirtschaft und Gesellschaft der Wiener Stadterweiterung. Wiesbaden 1975.
- Bd. VI. Elisabeth Lichtenberger: Wirtschaftsfunktion und Sozialstruktur der Wiener Ringstraße. Wien 1970.
- Bd. VII. Klaus Eggert: Der Wohnbau der Wiener Ringstraße im Historismus 1855–1896. Wiesbaden 1976.
- Bd. VIII/1. Hans-Christoph Hoffmann, Walter Krause, Werner Kitlitschka: Das Wiener Opernhaus. Wiesbaden 1972.
- Bd. VIII/2. Ulrike Planner-Steiner, Klaus Egger: Friedrich von Schmidt, Gottfried Semper, Carl von Hasenauer. Wiesbaden 1978.
- Bd. VIII/3. Norbert Wibiral, Renata Mikula: Heinrich von Ferstel. Wiesbaden 1974.
- Bd. VIII/4. Renate Wagner-Rieger, Mara Reissberger: Theophil von Hansen. Wiesbaden 1980.
- Bd. IX/1. Gerhard Kappner: Ringstraßendenkmäler. Wiesbaden 1973.
- Bd. IX/2. Maria Pötzl-Malikova: Die Plastik der Wiener Ringstraße – Künstlerische Entwicklung 1890–1918. Wiesbaden 1976.
- Bd. IX/3. Walter Krause: Die Plastik der Wiener Ringstraße von der Spätromantik bis zur Wende um 1900. Wiesbaden 1980.
- Bd. X. Werner Kitlitschka: Die Malerei der Wiener Ringstraße. Wiesbaden 1981.
- Bd. XI. Manfred Wehdorn: Die Bautechnik der Wiener Ringstraße. Wiesbaden 1979.